# Naturphilosophie

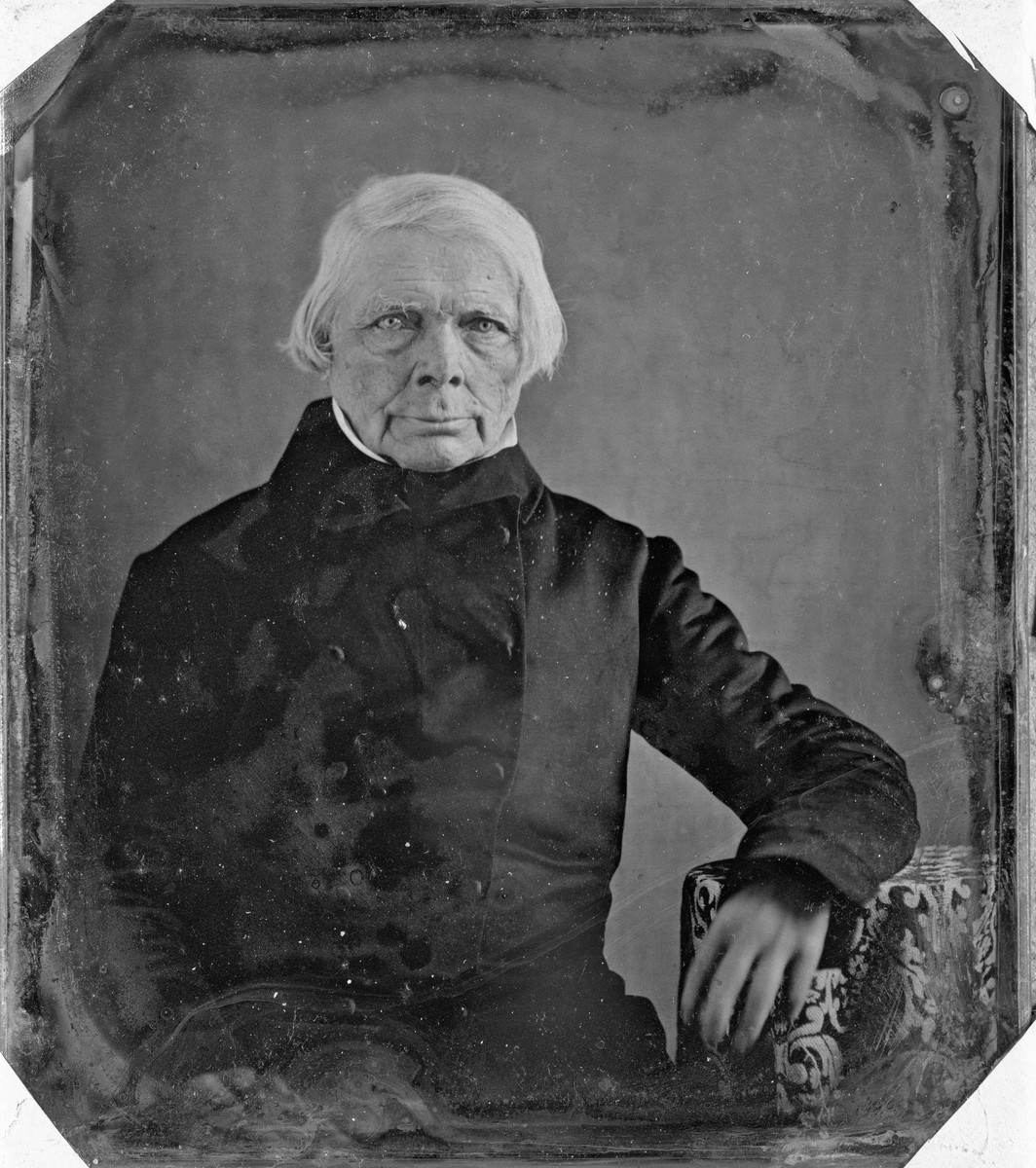
Friedrich Wilhelm Joseph Schelling, jedna z hlavních postav Naturphilosophie, 1848

Naturphilosophie, německý výraz pro „přírodní filosofii“, německy též Romantische Naturphilosophie „romantická přírodní filosofie“ je označení filozofického přístupu v rámci německého idealismu, který byl aplikován na zkoumání přírody na konci 18. století a počátku 19. století. Je založena na spekulativním poznání přírody a spojena především s autory jako byl Friedrich Schelling a Georg Hegel, ale také s Goethem a Josephem Görresem. Poprvé se objevila v raných pracích Schellinga z let 1797 až 1799, které reagovaly na dílo Johanna Fichteho. Antoine Faivre, odborník na západní esoterismus, hovoří o období rozvoje Naturphilosophie, které skončilo v 50. letech 19. století, jako o poslední době kdy se „člověk cítil na Zemi doma“ a kdy ještě nedošlo k odcizení člověka a přírody. Ačkoliv jsou tyto ideje považovány za kontroverzní, především s ohledem na pozdější vznik experimentálních přírodních věd, stále jsou některé z nich objektem filozofického zájmu. K těm co se myšlenkami tohoto přístupu inspirovali patřil například filozof a psycholog Ludwig Klages, filozof Hermann Keyserling nebo filozof a sociolog Max Scheler, z esoteriků pak Rudolf Steiner, zakladatel antroposofie. S Naturphilosophií lze spojit také myšlení Carla Gustava Junga.
Na myšlenky Naturphilosophie měly vliv různé náboženské a esoterické proudy. Prvním z nich byla křesťanská teosofie, která vznikla na počátku 17. století, a kladla důraz na hledání korespondencí mezi Přírodou, Člověkem a Bohem a pokoušela se desakralizovat vědu a svět. Druhým byla mojžíšovská fyzika, zvaná též physica sacra „posvátná fyzika“, která se pokoušela skrze Bibli „číst v knize Přírody“, a fyziko-teologie která se snažila smířit víru a vědu. Třetím pak byly mesmerismus a experimenty s živočišným magnetismem. Kromě toho se v Naturphilosophii odrazil i vliv francouzského naturalismu, například díla Georges-Louis de Buffona a jeho koncepce animy mundi. Dále pak Kantovo hledání apriorního principů které stojí za empirickými poznatky a Fichteho koncepce světa jako produktu imaginace, a Spinozovo ztotožnění Boha s Přírodou.
K základním myšlenkám Naturphilosophie patří koncept mytické historie Přírody kde z prvotního chaosu či světla vznikají dvě protikladné a zároveň komplementární síly, jako například Oheň a Voda nebo Přitažlivost a Odpudivost. Další výraznou myšlenkou je identifikace Ducha s Přírodou, kde se první stává druhým a obráceně. Poslední z hlavních myšlenek je pak koncepce prvků světa propojených korespondencemi a holistický pohled na svět.